# Discworld MUD
Discworld MUD ist ein textbasiertes Online-Rollenspiel vom Typ Multi User Dungeon, das auf der Scheibenwelt der Scheibenwelt-Romane von Terry Pratchett aufbaut. Es ist nur in Englisch verfügbar.

## Geschichte
Das Scheibenwelt-MUD wurde 1992 veröffentlicht. Es werden ständig Updates durchgeführt. Ursprünglich war der Spielbereich auf einen eher kleinen Teil der Stadt Ankh-Morpork beschränkt, im Laufe der Zeit wurden allerdings immer mehr andere Orte und Räume entsprechend den Beschreibungen in den Romanen und anderen Veröffentlichungen hinzugefügt. Inzwischen simuliert das Spiel mehrere große Städte (Ankh-Morpork, Bes Pelargic, Genua und Djelibeybi) auf zwei Kontinenten, eine große Anzahl kleinerer Städte und mehr als eine Million Räume, die das Land zwischen den Städten und Orten bilden.
Das Admin-Team der Discworld hat den verwendeten Quellcode bereits mehrfach veröffentlicht, so dass weitere MUDs auf dieser Basis erstellt werden können.

## Spieler-Interaktion

### Chat
Für Unterhaltung stellt das MUD ein Talker-System mit einigen vorgefertigten Kanälen, wie z. B. einem allgemeinen Chat-Kanal, Kanälen für Entwicklung und Organisation und Kanäle für die vielen Spieler-Clubs und -Vereinigungen zur Verfügung. Einige Beispiele sind der Taxi-Kanal (wo man magischen Transport durch die Scheibenwelt erhalten kann), Begorrah (für irische Spieler, um sich zu unterhalten oder auch Treffen im realen Leben zu organisieren).

### Rollenspiel & Player vs. Player
Das Rollenspiel ist optional und es gibt Spieler, die mehrere Charaktere besitzen und genauso „in-character“ und „out-of-character“ spielen. Organisieren, sozial interagieren, „numberchasing“ (das Jagen nach Erfahrungspunkten und somit nach besseren Fähigkeiten) – es gibt Möglichkeiten, die Zeit auf der Scheibenwelt zu verbringen. Player-versus-Player-Interaktion existiert auf einer opt-in-Basis (man wählt, ob man es machen will). Die Wahl erhält man erst, nachdem der Charakter zumindest 2 Tage im Spiel war.

### Atmosphäre
Wohl aufgrund des humorvollen Grundtons von Pratchetts Büchern ist die Atmosphäre im Discworld MUD als neckisch einzustufen, mit einer generellen Liebe für Verrücktheiten und Nonsens.

## Funktionsweise
Die fundamentale Spielmechanik des MUDs basiert auf der 'stat/skill' Aufteilung, mit den 'stats' (Statistiken) eines Spielers in Beziehung zu den zugehörigen Werten, welche semi-permanent sind und den 'skills' (Fähigkeiten). Diese Fähigkeiten werden durch Lernen von anderen Charakteren oder von sich selbst verbessert. Dafür müssen Erfahrungspunkte aufgewendet werden.

### Gilden
Ein großer Teil der ursprünglichen Absicht für das Discworld MUD war es, sich vom restriktiven Klassensystem zu entfernen und es jedem Spieler zu ermöglichen mit genügend Anstrengung und Fortschritt (fast) alles zu machen. Jeder Charakter kann einer Auswahl von Gilden beitreten, eine Kombination aus Klasse und In-Game-Organisation und jede Gilde hat mehrere einzigartige Fähigkeiten, die sonst keine andere besitzt. Viele banale Eigenschaften wie Trefferpunkte, Wahrnehmungsvermögen und die Fähigkeit zu Schwimmen werden nicht durch die Wahl der Gilde beeinflusst. Während die Spieler sich weiterentwickeln und von jeder Fertigkeit profitieren, erhalten die Spieler zusätzliche Boni und Geschick innerhalb der Fertigkeitensets ihrer Zunft.
Es gibt sechs Klassen: Krieger, Magier, Priester, Hexe, Dieb und Assassinen. Über mehrere Jahre wurden diese großen Klassen in mehrere spezialisierte Gilden mit regionalen und kulturellen Einflüssen geteilt und mit etwas mehr spezielleren Fähigkeiten ausgestattet.